# 川越市立芳野中学校
川越市立芳野中学校（かわごえしりつ よしのちゅうがっこう）は、埼玉県川越市にある公立中学校。

## 校訓
明朗友情（1947年4月制定）

## 校章
芳野中学校が開校して間もなく、生徒の中から校章を制定しようという声が起こり、全校生徒から図柄を募集したところ、第2回生・利根川フミ子の作品が当選、次点の関根初夫の作品を加味して、間仁田尚教頭が修正する。
左右に米どころを表徴する稲をあしらい、中央に芳野中の文字を浮き彫りにしている。外の八咫は、田島、伊佐沼、鴨田、石田本郷、谷中、菅間、鹿飼、老袋の8地域の団結を示している。

## 校歌
作詞：高木栄一、作曲：手登根実で、二人とも同校教諭（当時）である。ニ長調。1967年11月3日、開校20周年記念式典において、作曲者自身のピアノ伴奏で制定披露される（指揮者は不在）。ただしこの歌は、もともと高木、手登根両名によって、野球部の県（地区？）大会出場を記念して制作、使用されていた応援歌の詞と※旋律を、校歌にそのまま流用したものであり、作曲者の手登根はこの校歌を、あくまでも仮の暫定的なものと認識していた。そのため、制作された（実際には、応援歌として制作、使用されていた）曲は旋律のみで、手登根在任中、校歌の伴奏はすべて自身による即興で行われた。2004年4月まで使用されていた伴奏は、後の音楽科教員によって伴奏編曲されたものと思われる。この事は、手登根自身が「後任の音楽科教員には旋律譜しか引継ぎを行わなかった」「伴奏譜自体、制作しなかった」と、伴奏譜の自身による制作を、明確に否定している事からも明らかである。
なお、現行のピアノ伴奏譜は、2004年4月に赴任した同校の音楽科教員本山晴野によって新たに編曲されたものである。（ただ、本山自身は自作の伴奏譜にこだわらずに即興で演奏していた）。また、理由は不明だがいつ頃からか儀式的行事などの場では2番までしか歌われない慣行になっていたが、2006年度の離任式以降は本来の3番までがきちんと斉唱される形に戻されて現在に至っている。
※無伴奏だった

## 応援歌
作詞：藤本正夫、作曲：手登根実で、上記のとおり従来の応援歌が校歌に移行された為、新しく制作された。現在では全く歌われることはないが、学校に保管されている古い学校要覧や録音テープでその存在を知ることができる。また、手登根は在任当時、各クラス担任からの依頼に応じて「学級歌」も作曲しており、これらの学級歌もクラス対抗の行事時、応援歌として歌われていたと思われる。

## 校門
昭和30年4月、芳野村が川越市に編入合併され、川越市立芳野中学校となるにともない、記念になるものを残そうと、当時の村長、村議ら（金子武兵衛、忍田鉞三郎、田中正己、山田育治郎、島村甚作、上野喜造、鈴木寅之助、杉浦鍋吉、江田弥寿治、細田豊作、長沢誠一、大野鍋吉、田中孝平、市ノ川清八、大野嘉、谷島信、江田義治、竹ノ谷仁之助）の篤志によって、南入口、西入口に門が構築される。西通用門は昭和49年3月改造され現在に至る。

## 校木
桜と金木犀で、第8代校長田中義之によって制定される。校庭の桜は、開校記念に植樹されたものと、PTA正副会長（当時）の梅原清、沢田松二、細田悦子が昭和51年5月に補植したものがあり「よしの桜」として親しまれている。また金木犀は昭和52年度PTA正副会長（当時）の梅原清、関根渡、大島富美子の3名が退任記念として植樹したものである。

## ブラスバンド
芳野中学校の沿革史や学校要覧など、公式的な資料には「開校20周年にあたりブラスバンド編成」とあるが、実際にブラスバンドの演奏がおこなわれたのは、開校20周年記念式典で演奏された「君が代」の一回だけだったという事実は、意外と知られていない。同式典にあたり、約50万円の費用をかけて楽器等の購入がなされ、音楽（合唱）部員をもって急ごしらえのブラスバンドを編成したのだが、その後、部活動や必修クラブなどで活動が継続されることはなかった。また、学校行事などで臨時にブラスバンドが編成・演奏されることも、ついになかった。購入された楽器はのちに、合唱部（音楽部を改称）の活動内容を変更した「器楽部」内で行われた、小編成の器楽合奏などで使われることになる。

## 部活動
- 現在存在する部
  - 野球部
  - 陸上部
  - 女子バレー部
  - 男子卓球部（男・女）
  - 文化活動部

- 過去に存在した部
  - 男子バレー部
  - ソフトボール部
  - 男子バスケ部（男・女）
  - 柔道部
  - サッカー部
  - バドミントン部
  - 剣道部
  - 園芸部
  - 書道部
  - 科学部
  - 音楽部
  - 美術部
  - 英語部
  - 家庭部
  - 理科部

## 著名な出身者
- 芹澤裕二（元プロ野球選手）
- 竹ノ谷浩樹（写真家）